# ニコラス・サンド
ニコラス・サンド（Nicholas Sand、ニコラス・フランシス・ヒスキー、1941年5月10日 – 2017年4月24日)は、
1966年から1996年まで永遠なる愛の共同体の地下化学者だったことでサイケデリック・カルチャーで良く知られる人物である。サンドは、ニューヨークのミルブルック邸での霊性探求同盟の一環として、大量のLSDを製造し、DMTを記録上はじめて合成した地下化学者として知られる。

## 早期
サンドは、1941年5月10日にニューヨーク市ブルックリン区に生誕する。両親が離婚し、母方の姓を選んだ
1959年にエラスムス・ホール高等学校を卒業し、イスラエルのキブツで1年間働いた。1966年にニューヨーク市立大学ブルックリン校で人類学と社会学の学位を取得した。

## 経歴
サンドはゲオルギイ・グルジエフの教え、異文化の研究、東洋哲学に興味を持った。1961年には、はじめてメスカリンを体験する。
それから、メスカリンとDMTの製造のために香水会社を立ち上げた。
1960年代後半には、永遠なる愛の共同体が流通させたLSDを大量に生産した。オレンジ色の錠剤のLSD「オレンジ・サンシャイン」は世界に流通した。

## 1973年の逮捕
1974年1月30日、ティム・スカリーとサンドは有罪となり、ビリー・ヒッチコックや密告者の証言がある程度原因となった。
裁判ではLSD-25ではなくALD-52を作ったと弁護した。
LSD化学者のウィリアム・レオナルド・ピカードはサンドの法的擁護の資金に貢献した。
1976年にサンドはカナダへ逃亡し投獄を逃れた。インド人グルのバグワン・シュリ・ラジニーシの教えに魅了されていたサンドは、薬物製造で稼いだ金で西インドのラジニーシの元に旅し、彼のアシュラム（教団施設）に入ってプラヴァシ（Pravasi）と名乗り、アシュラムで水耕栽培の畑作りを手伝った。サンドはサニヤシン（弟子）になってからインドにLSDを持ち込んだと語っており、彼がインドでの3年間で製造したLSDは数百万回分に及ぶ可能性が高い。ラジニーシ教団（オレンジ・ピープル）はインド政府・インド社会から問題視され1981年にアメリカのオレゴン州に移り、サニヤシンのコミューンであるラジニーシプーラムを作ったが、サンドはこの発展にも関わった。「オレンジ・サンシャイン」を共に製造した地下化学者のティム・スカリーは、ラジニーシがアメリカのオレゴン州に移るためのビザを用意したのはサンドだと述べている。また、サンドの死去まで共にあったパートナーの女性もラジニーシの信奉者で、サニヤシン名を名乗っていた。
彼は最終的に北アメリカに戻り、大量のLSDを製造した。1990年に、ブリティッシュコロンビア州で薬物生産のため逮捕されたが、偽名であったため警察は身元を特定できず、保釈中に逃亡した、

## 1996年の逮捕
サンドは1996年に再び逮捕された。警察への協力を拒否し、捜査団はサンドの身元を特定するのに2か月を費やした。サンドの研究所からは、43グラム、約43万回分のLSDの結晶、またDMT、2C-B、MDMA、50万ドル相当の現金と金塊が見つかった。LSDの歴史家である Jesse Jarnow はサンドの逮捕により、アメリカ合衆国におけるLSD供給の世紀末の減少につながったと指摘した。

## 死
2017年4月24日、75歳のサンドは、カルフォルニア州ラグニタスの自宅で睡眠中に心臓発作で死亡した。